# Kiboleria lindneri
Kiboleria lindneri är en tvåvingeart som beskrevs av Timothy M. Cogan 1971. Kiboleria lindneri ingår i släktet Kiboleria, och familjen myllflugor. Inga underarter finns listade i Catalogue of Life.